# 西貝瑟爾 (緬因州)
西貝瑟爾（英語：West Bethel）是位於美國緬因州牛津縣的一個非建制地區。

## 地理
西貝瑟爾所處的海拔為高於海平面207米（即679英呎），而該地所採用的時區為UTC-5，即北美东部時區（EST）。同時該地設有夏令時間，為UTC-5調快一小時，即UTC-4（EDT）。